# Camille Laus
Camille Laus (* 23. Mai 1993 in Tournai) ist eine belgische Sprinterin, die sich auf den 400-Meter-Lauf spezialisiert hat.

## Sportliche Laufbahn
Erste internationale Erfahrungen sammelte Camille Laus beim Europäischen Olympischen Jugendfestival (EYOF) 2009 in Tampere, bei dem sie im 100-Meter-Lauf in 12,16 s den sechsten Platz belegte und mit der belgischen 4-mal-100-Meter-Staffel in 46,87 s Rang sechs belegte. 2011 belegte sie bei den Junioreneuropameisterschaften in Tallinn in 45,15 s den fünften Platz mit der Staffel und auch bei den Juniorenweltmeisterschaften in Barcelona im darauffolgenden Jahr erreichte sie in 45,12 s Rang fünf. 2018 startete sie bei den Europameisterschaften in Berlin im 400-Meter-Lauf und schied dort mit 52,40 s im Halbfinale aus und belegte mit der belgischen 4-mal-400-Meter-Staffel in 3:27,69 min den vierten Platz. 2019 wurde sie bei den Halleneuropameisterschaften in Glasgow in 3:32,46 min Fünfte mit der Staffel und bei den World Relays in Yokohama wurde sie in 3:31,71 min Zweite im B-Finale und in der Mixed-Staffel kam sie im Vorlauf zum Einsatz. Im Herbst klassierte sie sich bei den Weltmeisterschaften in Doha in 3:27,15 min auf dem fünften Platz mit der Frauenstaffel und wurde in der Mixed-Staffel in 3:14,22 min Sechste. 2021 schied sie dann bei den Halleneuropameisterschaften in Toruń mit 53,68 s in der Vorrunde aus. Anfang Mai belegte sie bei den World Athletics Relays in Chorzów in 3:17,92 min den vierten Platz in der Mixed-Staffel und mit der Frauenstaffel erreichte sie nach 3:37,66 min Rang sieben. Im August startete sie mit der belgischen 4-mal-400-Meter-Staffel bei den Olympischen Sommerspielen in Tokio und belegte dort mit neuem Landesrekord von 3:23,96 min im Finale den siebten Platz und gelangte in der Mixed-Staffel mit 3:11,51 min auf Rang fünf.
2022 schied sie bei den Hallenweltmeisterschaften in Belgrad mit 52,51 s in der ersten Runde über 400 m aus und belegte in 3:33,61 min den sechsten Platz in der 4-mal-400-Meter-Staffel. Im Juli schied sie bei den Weltmeisterschaften in Eugene mit 52,56 s in der ersten Runde über 400 Meter aus und belegte mit der Staffel in 3:26,29 min im Finale den sechsten Platz und verpasste in der Mixed-Staffel mit 3:16,01 min den Finaleinzug. Anschließend erreichte sie bei den Europameisterschaften in München das Halbfinale und schied dort mit 54,28 s aus und wurde im Staffelbewerb in 3:22,12 min Vierte. Im Jahr darauf schied sie bei den Halleneuropameisterschaften in Istanbul mit 53,10 s in der ersten Runde über 400 Meter aus. Im Juni wurde sie bei der 1. Liga der Team-Europameisterschaft im Rahmen der Europaspiele in Chorzów in 2:02,28 min erste im B-Lauf über 800 Meter und gelangte mit der Mixed-Staffel mit 3:12,97 min auf Rang zwei im B-Lauf und sicherte sich damit ligenübergreifend gemeinsam mit Jonathan Sacoor, Dylan Borlée und Cynthia Bolingo Mbongo die Bronzemedaille hinter den Teams aus Tschechien und Polen. Anschließend belegte sie bei den Weltmeisterschaften in Budapest in 3:22,84 min den fünften Platz mit der Frauenstaffel und gelangte mit 3:13,83 min auch in der Mixed-Staffel auf Rang fünf. 2024 belegte sie bei den Hallenweltmeisterschaften in Glasgow mit neuem Landesrekord von 3:28,05 min den vierten Platz im Staffelbewerb. Im Mai wurde sie bei den World Athletics Relays auf den Bahamas in der Finalrunde der Mixed-Staffel disqualifiziert und sicherte der belgischen Frauenstaffel einen Startplatz bei den Olympischen Spielen in Paris. Im Juni verhalf sie der Frauenstaffel zum Finaleinzug und trug somit zum Gewinn der Bronzemedaille bei. Auch bei den Olympischen Sommerspielen in Paris kam sie im Vorlauf zum Einsatz und trug zum Finaleinzug bei.
In den Jahren 2019 und 2020 wurde Laus belgische Meisterin im 400-Meter-Lauf im Freien sowie 2018 und 2020 in der Halle. Zudem wurde sie 2013 Landesmeisterin im Weitsprung und 2023 im 800-Meter-Lauf.

## Persönliche Bestleistungen
- 400 Meter: 51,49 s, 1. Juli 2018 in La Chaux-de-Fonds
  - 400 Meter (Halle): 52,38 s, 11. Februar 2023 in Metz
- 600 Meter: 1:26,27 min, 12. Juli 2023 in Lüttich
- 800 Meter: 2:01,35 min, 16. Juli 2023 in Chorzów
  - 800 Meter (Halle): 2:05,98 min, 4. Februar 2023 in Gent
- Weitsprung: 6,05 m (+0,8 m/s), 6. Juli 2013 in Oordegem